# Lasippa tiga
Lasippa tiga är en fjärilsart som beskrevs av Moore 1858. Lasippa tiga ingår i släktet Lasippa och familjen praktfjärilar. Inga underarter finns listade i Catalogue of Life.